# Pouillac
Pouillac é uma comuna francesa na região administrativa da Nova Aquitânia, no departamento de Charente-Maritime. Estende-se por uma área de 4,59 km². Em 2010 a comuna tinha 248 habitantes (densidade: 54 hab./km²).